# セイヨウヒルガオ

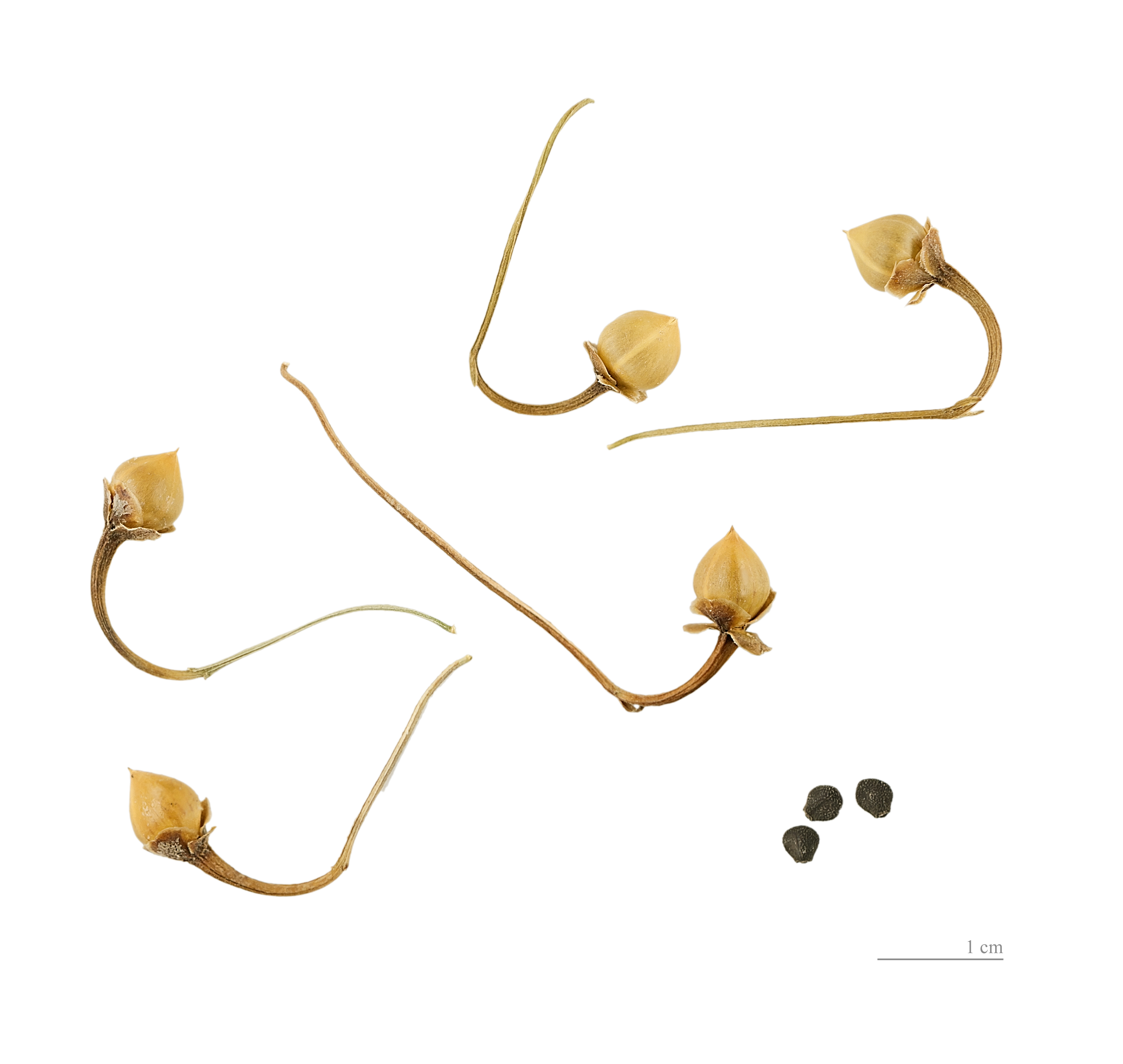
Convolvulus arvensis

セイヨウヒルガオ (学名: Convolvulus arvensis) は、ヨーロッパに生育するヒルガオ科のつる植物。別名ヒメヒルガオ。園芸植物としては、コンボルブルス・アルベンシスという学名で呼ばれることもある。日本では帰化植物の一つであるが、和名は栽培品種につけられたものである。

## 分布
ヨーロッパを原産地とする。
南北アメリカ、オセアニア、アジア、アフリカに移入分布する。

## 特徴
多年草。根茎が長く伸び、茎はつる状で他物に巻き付き、長さ50 - 150センチメートル (cm) くらいに成長する。葉はらせん状につき、糸状もしくは矢じり形で、長さは2 - 5 cm。基部は左右に裂片（耳）が張り出して矛形となる。葉柄は1 - 3 cm。
花期は夏。花は花枝上に2 - 3個つき、花柄の基部に1対の小さい包葉が対生する。花冠はトランペット状（漏斗形）で上から見ると円形、直径は3 cmほど、色は白色または淡紅色で、5つの少し濃いピンクの放射状の帯がある。雄蕊は5個、雌蕊は1個で、雌蕊の先は深く2裂する。萼片は5個で、卵円形で質がやや厚い。
以下の二つの亜種がある。
- C. a. var. arvensis（葉が広い）
- C. a. var. linearifolius（葉が狭い）

日本在来種のヒルガオ（Calystegia pubescens）やコヒルガオ（Calystegia hederacea）はやや花が大きく、2個の大きな包葉が2枚貝のように萼を下から被い、雌蕊の先が球を2分したかのような形なので区別がつく。葉質はセイヨウヒルガオのほうがやや厚い。

## 外来種問題
日本では観賞植物として導入されて、1940年代以降は全国に定着した。戦後に急速に増えて、特に鉄道沿線の貨物列車が入る線に沿って広がりを見せ、各地で雑草となっている。
きれいな花を咲かせるが、成長が早く、栽培している植物を覆ってしまうため、庭ではしばしば雑草として迷惑がられる。また、農作物にも悪影響を与える。
外来生物法により要注意外来生物に指定されている。